# 西澤徹夫
西澤 徹夫（にしざわ てつお、Tezzo Nishizawa、1974年（昭和49年） - ）は、日本の建築家。京都府生まれ。（株）西澤徹夫建築事務所主宰。東京芸術大学修士課程修了後、（株）青木淳建築計画事務所を経て2007年に西澤徹夫建築事務所開設。

## 略歴
- 1974年 京都府生まれ　岐阜県出身
- 1993年 岐阜県立岐阜高校卒業
- 1998年 東京芸術大学美術学部建築科卒業
- 2000年 東京芸術大学美術研究科建築専攻修士課程修了
- 2000-2006年 青木淳建築計画事務所勤務（ルイヴィトン松屋銀座店、青森県立美術館担当）
- 2007年 西澤徹夫建築事務所設立
- 2011-2013年 東京芸術大学非常勤助手
- 2014-2016年 日本大学非常勤講師
- 2014-2016年 東京理科大学非常勤講師
- 2015- 日本女子大学非常勤講師
- 2016- 東京芸術大学非常勤講師
- 2023-京都工芸繊維大学特任教授

## 主な作品
| 竣工年 | 名称                                                     | 所在地   | 備考                             |
| ------ | -------------------------------------------------------- | -------- | -------------------------------- |
| 2008   | 『建築がうまれるとき：ペーター・メルクリと青木淳』展     | 東京都   | 会場構成、東京国立近代美術館     |
| 2009   | 『ヴィデオを待ちながら──映像，60年代から今日へ』展       | 東京都   | 会場構成、東京国立近代美術館     |
| 2011   | 『パウル・クレー｜おわらないアトリエ』展                 | 東京都   | 会場構成、東京国立近代美術館     |
| 2012   | 『今和次郎 採集講義』展                                  | 東京都   | 会場構成、パナソニック汐留美術館 |
| 2012   | 『今和次郎 採集講義』展                                  | 青森県   | 会場構成、青森県立美術館         |
| 2012   | 東京国立近代美術館所蔵品ギャラリーリニューアル           | 東京都   | 美術館                           |
| 2014   | 『映画をめぐる美術──マルセル・ブロータースから始める』展 | 東京都   | 会場構成、東京国立近代美術館     |
| 2015   | 長良の場合                                               | 岐阜県   | 個人住宅                         |
| 2015   | 『Re: play 1972/2015―「映像表現 '72」展、再演』展        | 東京都   | 会場構成、東京国立近代美術館     |
| 2016   | 西宮の場合                                               | 兵庫県   | 個人住宅                         |
| 2016   | 907号室の場合                                            | 東京都   | 個人住宅                         |
| 2015   | 東京国立近代美術館エントランスホールリニューアル         | 東京都   | 美術館                           |
| 2017   | 『窓学10周年記念 窓学展：窓から見える世界』              | 東京都   | 会場構成、スパイラル             |
| 2019   | 『シンコペーション：世紀の巨匠たちと現代アート』展       | 神奈川県 | 会場構成、ポーラ美術館           |
| 2019   | 半麦ハット                                               | 兵庫県   | 個人住宅、板坂留五と協働         |
| 2019   | SHIRO札幌ステラプレイス店                                | 北海道   | 商業施設                         |
| 2019   | 京都市京セラ美術館                                       | 京都府   | 美術館、青木淳と協働             |
| 2020   | 八戸市美術館                                             | 青森県   | 美術館、浅子佳英・森純平と協働   |

## 受賞歴
- 「西宮の場合」吉岡賞ノミネート
- 「滋賀県立近代美術館」最終2位
- 「907号室の場合」グッドデザイン賞
- 「京都京セラ美術館」第8回京都建築賞
- 「京都京セラ美術館」グッドデザイン・ベスト100
- 第30回 AACA賞
- 第62回（2020年度）毎日芸術賞
- JIA日本建築大賞
- 2021年日本建築学会賞（作品）
- 令和5年度（第74回）芸術選奨文部科学大臣新人賞

## 著書
「映画空間400選」INAX 2011.3（共著）